# Asediul de la Torino
Asediul de la Torino a început pe 14 mai 1706 în timpul Războiului Succesiunii Spaniole. A fost realizat de către Filip al II-lea, Duce de Orléans și generalul Louis d'Aubusson de la Feuillade. Peste 44000 de soldați franco-spanioli au încercuit Torino, apărat de circa 14500 de soldați din Savoia, care s-au luptat cu îndârjire până pe 7 septembrie când armata condusă de Prințul Eugen de Savoia și de Ducele de Savoia a forțat armata franco-spaniolă să se retragă. În urma acestei înfrângeri, francezii au fost nevoiți să își retragă trupele din nordul Italiei. Împreună cu dezastrul din Flandra - distrugerea armatei franceze în bătălia de la Ramillies - Torino a marcat anul 1706 ca annus horribilis pentru Ludovic al XIV-lea al Franței.

## Războiul

### Fundal
În 1700, Carol al II-lea, ultimul monarh spaniol din dinastia Habsburg, moare fără urmași, lăsându-și tronul moștenire lui Filip, nepotul surorii sale și al lui Ludovic al XIV-lea al Franței. Filip a devenit astfel Filip al V-lea al Spaniei; fiind cel mai tânăr fiu al Delfinului Franței, Filip era în linia de succesiune la tronul Franței. Perspectiva ca vastul imperiu spaniol să treacă în mâinile lui Ludovic al XIV-lea, a determinat ca o largă coaliție de puteri să se opună succesiunii lui Filip. Leopold I revendica de asemenea tronul Spaniei datorită căsătoriei sale cu Margarita Teresa, sora lui Carol al II-lea din a doua căsătorie a lui Filip al IV-lea al Spaniei.

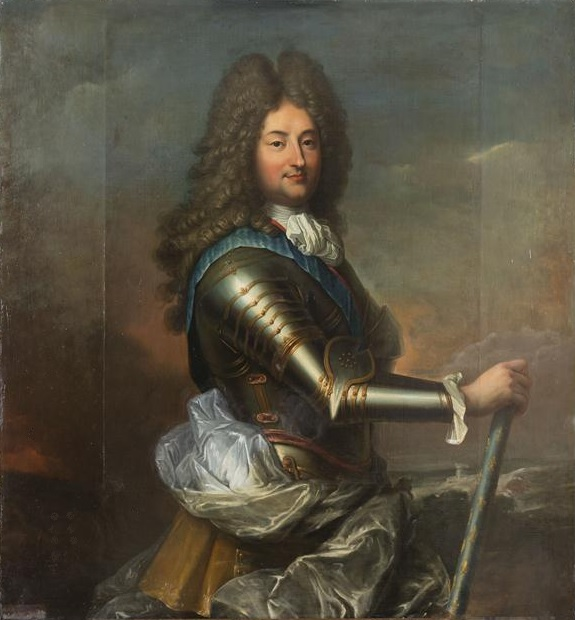
Filip al II-lea, Duce de Orléans

În realitate miza era controlul Spaniei și a posesiunilor sale din Europa și de peste Oceanul Atlantic. Indecis, Carol al II-lea ceruse sfatul papei, care pentru a evita ca Spania să ajungă în mâinile Habsburgilor și să recreeze aceeași concentrare a puterii din timpul lui Carol Quintul, l-a sfătuit să lase tronul unui francez. Carol al II-lea, ascultând sfatul papei, îl desemnează succesor pe Filip de Bourbon, nepotul lui Ludovic al XIV-lea. La deschiderea testamentului declanșarea conflictului era inevitabilă, deoarece noua alianță Spania-Franța era destinată a submina echilibrul european. Conflictul care a urmat este cunoscut ca Războiul Succesiunii Spaniole, a durat zece ani și a luat sfârșit cu tratatele de la Utrecht (1713) și Rastadt (1714). Astfel Anglia, Sfântul Imperiu Roman, Portugalia, Olanda, Danemarca se opuneau Franței și Spaniei care-l acceptase pe Filip drept suveran. Ducatul de Savoia se afla între Franța și

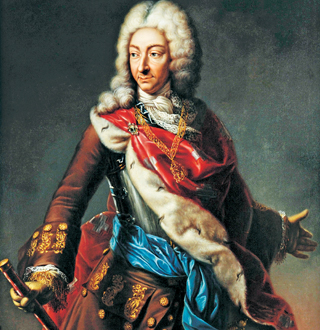
Ducele de Savoia

Milano care se afla în mâinile Spaniei și constituia un coridor de legătură natural între cei doi aliați, deci Ludovic al XIV-lea aproape i-a impus  Ducelui de Savoia alianța cu franco-spaniolii din motive strategice. Ducele de Savoia, susținut de verișorul său Eugen de Savoia, conte de Soisson și mare conducător al trupelor imperiale, a intuit că de data aceasta partida principală dintre Franța și Imperiul Habsburgic se va juca în Italia, nu în Flandra sau Lorena. Convins de acest fapt s-a aliat cu Imperiul Habsburgic, singurul care în caz de victorie putea garanta independența statului de Savoia. A fost o alegere abilă, inteligentă, dar și riscantă deoarece în cazul unei înfrângeri, Savoia și Piemont ar fi fost distruse și anihilate. Alegerea ducelui de Savoia în toamna anului 1703 (Tratatul de la Torino (1703)) poartă la începerea acțiunilor belice ale lui Ludovic al XIV-lea, întâi în Savoia apoi în Piemont.

### "Citadela"

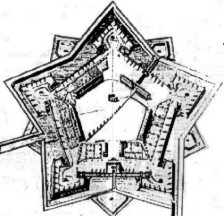
Veche hartă a fortificaţiilor citadelei Torino.

Strânsă între două focuri (la vest Franța și la est armata spaniolă care controla Lombardia), teritoriile Savoiei au fost înconjurate și atacate de trei armate; Susa, Vercelli, Chivasso, Ivrea și Nizza sunt pierdute. Ultimul bastion care rezistă este citadela Torino, fortificată de către Emanuel Filibert, Duce de Savoia cu 140 de ani mai devreme. Un rol important l-au avut galeriile contramine, săpate sub liniile laterale ale cetății, în care compania de mineri a batalionului de artilerie controla subsolul și amplasarea încărcăturilor de explozibil. Profunzimea galeriilor pe două nivele atingea aproape 14 metri. O importanță particulară în internul citadelei l-a avut il cisternone (cisterna), un edificiu circular situat în piața de arme. Acest puț a asigurat pe toată perioada asediului o rezervă constantă de apă furnizată de pânza freatică. Cu un diametru de 20 de metri și o profunzime de 22 de metri, era o construcție unică în fortărețele europene.

#### Viața în oraș
Locuitorii s-au pregătit cu grijă în vederea asediului. Hrana era furnizată de proviziile acumulate și de micile grădini din oraș, iar apa era asigurată de puțuri. Pentru aprovizionarea cu hrană, un rol important l-au avut micile ferme din câmpia torineză. Dar în luna august situația a început să se înrăutățească: francezii au închis drumurile de țară și au interceptat aprovizionarea cu muniții ce ajungea pe apele râului. Primăria orașului decide să-i ajute pe înfometați, dar împreună cu alte cheltuieli de război, asediul costa 450000 de lire pe lună (o liră constituia salariul lunar al unui artizan), o sumă enormă. Astfel primăria a fost nevoită să vândă pământuri și s-a îndatorat pentru a găsi banii necesari. Teama de bombele care cădeau asupra orașului a făcut ca pe ușile caselor să fie pusă imaginea Mariei, sperând în protecția sfintei fecioare. Chiar și regimentele de catolici și luterani purtau imaginea Mariei. S-a estimat că în timpul asediului trupele franco-spaniole au aruncat asupra orașului 95000 de ghiulele, 21000 de bombe și 27700 de grenade. Bombele incendiare ale francezilor (așa numitele boulet-rouges) au produs cele mai multe victime în rândurile populației civile. Ordinea în oraș a fost asigurată de miliție și poliție, care aveau numeroase sarcini. Se ocupau cu stingerea frecventelor incendii care izbucneau în urma atacurilor inamicului și încercau să oprească jafurile. De o atenție particulară se bucurau străinii care soseau în oraș, care pentru a intra erau obligați să se înregistreze și să depună orice armă, cu excepția sabiei.

#### Pregătirile

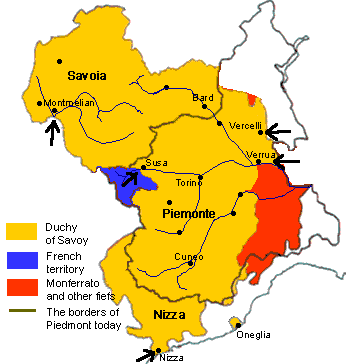
Invazia Ducatului de Savoia

Apărarea subterană a fortărețelor și castelelor a cunoscut un nou impuls de sistematizare după căderea orașului Famagosta în 1571 și mai ales după Asediul Candiei, terminat în 1689, în care forțele otomane au recurs deseori la atacurile subterane. Deja în 1572 Emanuel Filiberto ordonase construcția unei cazemate dotată de o galerie contramină proprie, destinată a apăra bastionul San Lazzaro al citadelei. Cu toate acestea, doar în lunile precedente atacului francez din 1706 a fost realizat un sistem de contramine extins, proiectat de Antonio Bertola.
Deja în august 1705 franco-spaniolii, plasați în apropierea citadelei, erau pregătiți să atace Torino - dar comandantul lor, generalul de la Feuillade - considerând că trupele sale sunt insuficiente, preferă să aștepte întăriri. Această alegere s-a dovedit o eroare, deoarece va permite fortificarea ulterioară a orașului în vederea unui lung asediu.
Munca la fortificarea orașului a durat toată iarna 1705-1706, cu contribuția populației civile. Lucrările principale constau în construirea glacisului în jurul cetății ceea ce permitea pușcașilor mai multă siguranță. A fost de asemenea realizată o deasă rețea de tuneluri și galerii fără egal între fortărețele europene. Planurile lucrărilor au fost efectuate de avocatul Antonio Bertola, șeful inginerilor. Pregătiți pentru asediul iminent, autoritățile au instituit o garnizoană de 10000 de soldați, împărțiți în 14 batalioane imperiale și 14 batalioane piemonteze, departamente de cavalerie, artileriști și mineri.

### Asediul

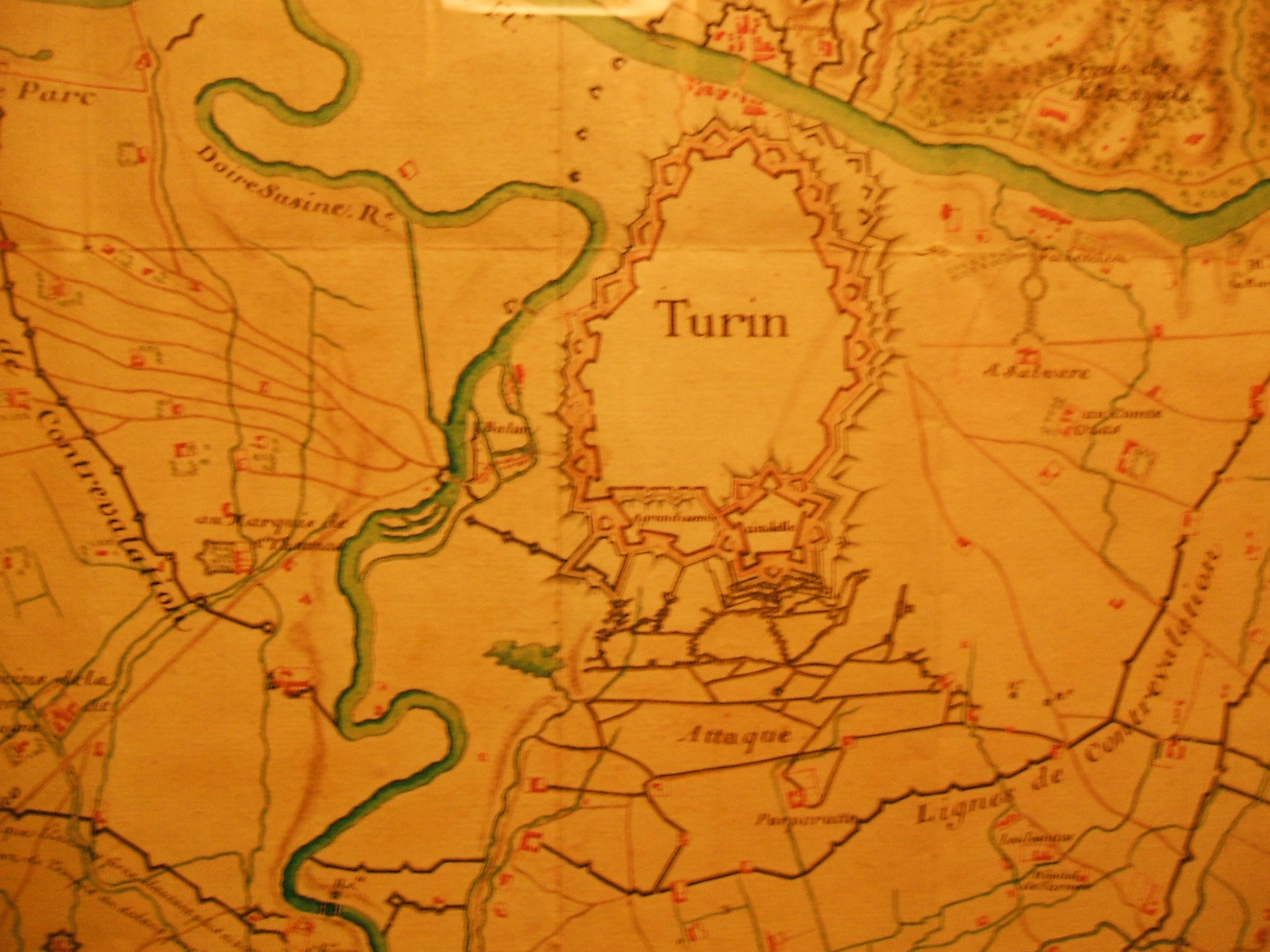
Proiectul francez al atacului

A început pe 14 mai, când trupele franco-spaniole (compuse acum din peste 40000 de oameni) s-au postat în mod strategic în fața fortăreței; la ora 10.15 o eclipsă de soare întunecă câmpul de bătălie, făcând vizibilă Constelația Taurului. Soarele era prin antonomază simbolul lui Ludovic al XIV-lea, iar acest eveniment a făcut să nască în sufletele torinezilor speranța într-o victorie ușoară. Mareșalul Franței, marchizul de Vauban, inginer și arhitect militar expert al tehnicilor de asediu, ar fi preferat un atac lateral al orașului, considerând deasa rețea de galerii contramină un obstacol insidios pentru orice altă operațiune; dar La Feuillade l-a ignorat și a ordonat celor 48 de ingineri militari să elaboreze un plan pentru excavarea unei serii lungi de tranșee. Marchizul de Vauban a condamnat în mod public metoda lui La Feuillade, spunând că el își taie gâtul dacă francezii vor reuși să cucerească Torino din punctul de atac ales de La Feuillade. Vauban nu a participat la asediu, chiar dacă se interesa personal.
În 1705 Ludovic al XIV-lea îl însărcinase cu schițarea unui proiect de cucerire a cetății despre care auzise că era foarte bine apărată. În iulie 1706 Vauban se găsea la Dunkerque, iar pe 23 îi scrisese o scrisoare generalului La Feuillade în care își exprima dezaprobarea față de abordarea decisă de acesta.
Participarea sa, în afară de proiectul din 1705, fusese o participare prin corespondență.
La rândul lor asediații, susținuți de populație (care a participat în mod activ la lupte) și cu ajutorul rețelei de galerii atât de temute de Vauban, au provocat pierderi numeroase inamicului. Bătălia a continuat toată vara anului 1706.
Pe 8 iunie, generalul La Feuillade a trimis un mesaj lui Victor Amadeus de Savoia, în care i se oferea posibilitatea de a ieși liber din Torino pentru a nu fi ucis în timpul bombardamentelor. Ludovic al XIV-lea dăduse ordin să nu fie pusă în pericol viața suveranului inamic, dar acesta a refuzat chiar și să comunice locul în care se găseau apartamentele sale pentru a nu fi bombardate: casa mea se află acolo unde bătălia este mai aprigă, ar fi răspuns.
Oricum, ducele nu intenționa să rămână pentru mult timp în Torino. Pe 17 iunie, cu o trupă de 4000 de soldați a părăsit orașul și a început o lungă serie de lupte de gherilă în Piemont, cu scopul de a distrage un număr major de trupe franco-spaniole de la asediul capitalei. La Feuillade a predat comanda operațiunilor de asediu generalului Chamarande și împreună cu 10000 de oameni s-a lansat în urmărirea ducelui de Savoia. Când ducele s-a retras în valea piemonteză, La Feuillade, considerând prea mare riscul de a se angaja cu inamicul pe un teren ostil și necunoscut, pe 20 iulie face cale întoarsă la Torino.
Între timp orașul era supus unui bombardament continuu de artilerie.
Curând în oraș în urma blocadei totale a aprovizionărilor, rezervele de praf de pușcă sunt pe terminate, iar artileria piemonteză este nevoită să-și limiteze tirul.
Printre principalele obiective franceze se afla săparea unui tunel pentru a penetra în oraș. Dar nu era ușor: între 13 și 14 august a fost descoperită o intrare și asediatorii au reușit să pătrundă. Când totul părea pierdut, piemontezii au aruncat în aer tunelul.

Bătălia de la Torino 1706

Zece zile mai târziu, francezii se lansează într-un atac sângeros la Mezzaluna di Soccorso cu 38 de companii de grenadieri. Piemontezii se apărau folosind și materiale inflamabile. Într-un sfârșit francezii au fost nevoiți să se retragă, dar pe câmpul de bătălie au rămas 400 de morți doar din rândurile savoiarzilor. Acum are loc celebrul episod al lui Pietro Micca care și-a sacrificat viața pentru a împiedica pătrunderea francezilor în galeriile subterane.

Pietro Micca în timp ce aprinde fitilul

În noaptea dintre 29 și 30 august o echipă de grenadieri francezi au reușit să pătrundă în galeria Mezzaluna di soccorso ucigând santinelele și încercând să doboare una din ușile ce duceau în internul citadelei. Pietro Micca, era de gardă în acea noapte împreună cu un camarad. Tradiția povestește că cei doi auzind împușcăturile și înțelegând că nu vor rezista mult, decid să arunce în aer galeria (cu ajutorul unui butoi cu praf de pușcă de 20 de kg.) pentru a provoca prăbușirea galeriei și a nu permite pătrunderea inamicului. În criză de timp, Micca decide să folosească un fitil scurt, conștient de riscuri. Astfel îl îndepărtează pe camaradul său cu o frază care a rămas în istorie Ridică-te, că ești mai lung decât o zi fără pâine. După ce aprinde fitilul, fuge încercând să se pună la adăpost, fugind pe scara ce ducea la tunelul de dedesubt. Dar este ucis de explozie, iar corpul său este aruncat la zece metri distanță.
Totul părea pierdut pentru piemontezi, iar Ducele de Orléans se pregătea să dea lovitura de grație. Asediatorii știau că dispun de puțin timp deoarece verișorul Ducelui de Savoia, Prințul Eugen de Savoia, comandantul trupelor imperiale, mărșăluia spre Torino cu o armată de 20000 de soldați. La sfârșitul lunii august, armata imperială a sosit în Piemont, iar Eugen de Savoia a plecat să se întâlnească cu Victor Amadeus.

### Bătălia
„Maiestatea sa ducele de Savoia, a pus în pericol propria persoană nu doar pentru gloria sa nemuritoare, ci și pentru binele cauzei comune, pentru ușurarea și pacea supușilor săi și a țării, s-a expus cu curaj focului inamicului, a participat de la început la sfârșit, a condus personal soldații și a respins inamicul dincolo de Po 
(Raportul despre bătălia de la Torino al contelui de Hamilton la curtea din Viena)”

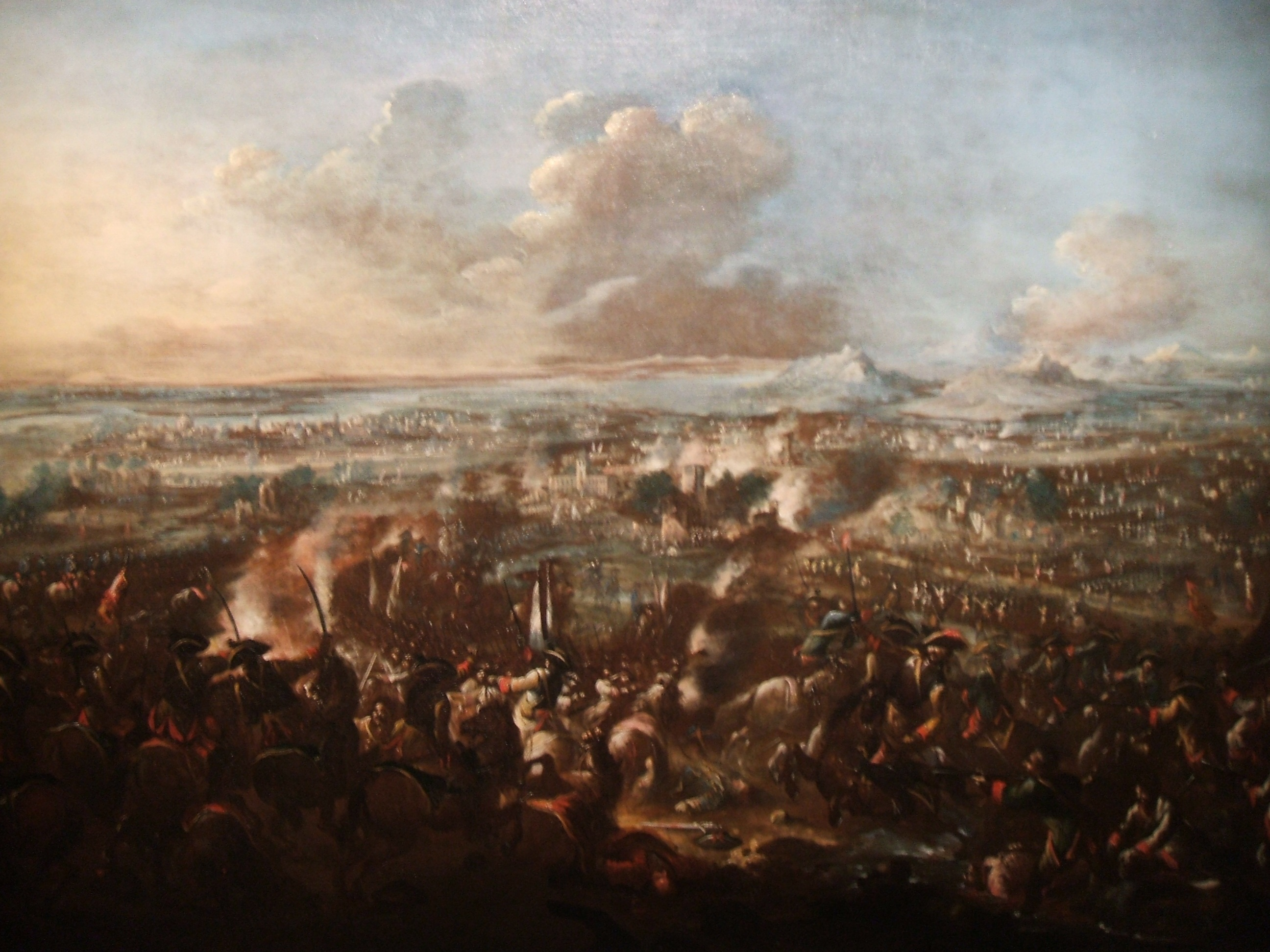
Pictură ce reprezintă bătălia de la Torino

Pe 2 septembrie, cei doi Savoia au urcate pe dealul Superga care domina orașul, pentru a studia tactica de contraofensivă: au decis să încercuiască inamicul folosind cea mai mare parte a trupelor și o parte a cavaleriei în partea de nord-vest a orașului, considerată a fi partea cea mai vulnerabilă a frontului aliat. Manevra a reușit, iar austriecii au înființat tabăra între râurile Dora Riparia și Stura di Lanzo. Eugen de Savoia a declarat disprețuitor:
„Acești oameni sunt deja pe jumătate învinși”
Pe 5 septembrie la Pianezza, cavaleria imperială a interceptat un convoi cu muniții ce se îndrepta spre tabăra francezilor: francezii vor lupta cu munițiile raționalizate.
Ciocnirea finală a avut loc pe 7 septembrie și a început cu un atac frontal al austro-piemontezilor. După trei atacuri eșuate, infanteria prusacă condusă de Leopold I, Prinț de Anhalt-Dessau, a reușit să spargă extrema dreaptă franceză deoarece regimentul La Marine care apăra extrema dreaptă franceză, în mijlocul atacului rămăsese fără muniții. În acest moment, după ce a respins atacul cavaleriei ducelui de Orléans, victoria era o chestiune de timp. Cavaleria imperială a fost reorganizată de prințul Eugen, iar francezii, inferiori numeric au fost constrânși să fugă peste râul Po, abandonând aripa stângă propriului destin. Contele Wirich Philipp von Daun a ordonat garnizoana orașului și s-a năpustit asupra aripii stângi franco-spaniole, care, copleșită a luat-o la fugă pentru a-și salva viața. Sute de soldați s-au înecat în apele râului Dora Riparia. În după-amiaza aceleiași zile, armata aliată a început să avanseze spre Pinerolo.

### Epilog
„În această stare oribilă a fost redusă armata înfloritoare a regelui Ludovic; în tranșeele zdrențuite zăceau grămezi de cadavre, arme împrăștiate și rupte, pământul oribil însângerat și acoperit cu membre mutilate, câmpurile pline de oameni care fugeau și oameni care îi persecutau. În același timp țipetele pline de bucurie ale învingătorilor care eliberaseră Torino și ale torinezilor care, liberi după patru luni de asediu nemilos între temeri și pericole renășteau, răneau aerul, amestecate cu gemetele muribunzilor și exploziile care se auzeau încă ici și colo, alcătuiau o scenă minunată și înfiorătoare în același timp, pe care nimeni nu și-o putea imagina.”
(Carlo Botta)
Franco-spaniolii au pierdut 3800 de oameni și alți 6000 au fost luați prizonieri. Mareșalul Ferdinand de Marsin, consilierul ducelui de Orlèans, a fost rănit în timpul bătăliei, luat prizonier și a murit două zile mai târziu. Austro-piemontezii au pierdut 3000 de oameni.
Victor Amadeus și Eugen de Savoia au intrat în orașul eliberat și au asistat la un Te Deum în cinstea victoriei. Pe colina Superga, Casa de Savoia a construit o bazilică cu același nume, în care în fiecare an pe 7 septembrie este celebrat un Te Deum în cinstea acestei victorii.

## Legături externe
- Pagini despre asediu(engleză) (franceză) (italiană)
- Pietro Micca și Asediul de la Torino  Arhivat în 17 iulie 2008, la Wayback Machine.(italiană)